# Леловани (Адигенский муниципалитет)
Леловани (груз. ლელოვანი) — село в Грузии, на территории Адигенского муниципалитета края (мхаре) Самцхе-Джавахети.

## География
Село находится в южной части Грузии, на правом берегу реки Кваблиани, на расстоянии 1 километра (по прямой) к юго-юго-востоку от посёлка городского типа Адигени, административного центра муниципалитета. Абсолютная высота — 1234 метра над уровнем моря.

## Население
По результатам официальной переписи населения 2014 года, в Леловани проживало 334 человека (168 мужчин и 166 женщин). В национальной структуре населения грузины составляли 99,7 %, украинцы — 0,3 %.
| Год  | Население, человек |
| ---- | ------------------ |
| 2002 | 407                |
| 2014 | ↘ 334              |